# Cupid's Caprice
Cupid's Caprice è un cortometraggio muto del 1914 diretto da Oscar Eagle. Prodotto dalla Selig, aveva come interpreti Harold Vosburgh, Alma Russell, Ralph Delmore, Katherine Emmet, Rose Evans e Jack Nelson,

## Trama
Poiché i genitori le vogliono far sposare un giovanotto che a lei non piace, May Rich tiene segreto il suo fidanzamento con Jack. Per tenersi in contatto, i due innamorati trovano, nella tenuta di lui, un albero cavo che usano come cabina postale e che diventa testimone dei loro incontri romanticamente clandestini. Marie, la cameriera francese di May, scopre il luogo, che serve anche come nascondiglio per le lettere d'amore dei due e per l'anello di fidanzamento. Quando le loro carte vengono rubate, May e Jack sospettano che il ladro sia Marie e temono che adesso lei possa ricattarli. In casa viene rubata anche una collana e i sospetti della polizia cadono sulla cameriera che sembra essere sul piede di partenza, pronta a lasciare la casa senza avvertire nessuno. A notte fonda, mentre i poliziotti interrogano la ragazza nella sua camera, vengono interrotti dall'apparizione di May che, in camicia da notte, esce di casa: imbocca la via che porta alla tenuta di Jack, affronta una strada pericolosa e, quasi per miracolo, arriva all'albero cavo dove gli agenti la ritrovano insieme alla collana sparita. Si scopre così che May soffre di sonnambulismo e che Marie è innocente. Il comportamento sospetto della cameriera si spiega con i suoi preparativi per raggiungere un innamorato con cui deve sposarsi.

## Produzione
Il film fu prodotto dalla Selig Polyscope Company.

## Distribuzione
Distribuito dalla General Film Company, il film - un cortometraggio in una bobina - uscì nelle sale cinematografiche statunitensi il 26 marzo 1914.